# Johann Georg Dreydorff
Johann Georg Dreydorff (né le 21 mai 1873 à Leipzig, mort le 24 janvier 1935 à Krefeld) est un peintre allemand.

## Biographie
Dreydorff, fils du théologien Johann Georg Dreydorff (de), est élève de l'académie des beaux-arts de Düsseldorf de 1892 à 1894. Il a pour professeurs Heinrich Lauenstein et Peter Janssen. Avec ses camarades Albert Engstfeld (de) et Otto Linnemann (de), il rejoint l'association étudiante de Düsseldorf Laetitia. À partir de 1895, Dreydorff vit, probablement à la suggestion d'Eugen Kampf, sur les côtes belges et néerlandaises de la mer du Nord, à Knokke, où sa femme Gisbertha Weyers dirige un temps la "Villa Céline" comme maison d'hôtes, ainsi qu'à L'Écluse. Dans ces villes côtières, il est influencé par Paul Baum, mais pas au point de donner dans le pointillisme. Dreydorff est membre de la Berliner Secession.
Outre le bord de mer, il peint des paysages de la Basse-Rhénanie et des montagnes de l'Engadine, où il passe plusieurs hivers. De plus, il se consacre aux intérieurs hollandais et aux natures mortes.